# 大西めぐみ
大西 めぐみ（おおにし めぐみ、1976年4月26日 - ）は、近畿地方を拠点に活動している日本のタレント、フリーアナウンサー。松竹芸能女性タレント部所属。
三重県鈴鹿市出身。三重県立神戸高等学校、関西外国語大学短期大学部米英語学科卒業。他にアナウンススクールにも通っていた。
既婚。本名は北井 めぐみ、旧姓は大西。

## 出演

### テレビ番組
- 真夜中市場〜ハイヒールの眠れない夜〜（関西テレビ）
- 昼ショップ 買物検討使（関西テレビ）
- 夜明けのテレショップ（関西テレビ）
- 旬感☆きょうと府（KBS京都）
- 美しくなりま専科（サンテレビ）
- ケイキャット ホットニュース（K-CAT）
- ユニバーサルスタジオジャパンでオーケイ！（ケーブルウエスト） - ナレーター
- Infomax（東大阪ケーブルテレビ） - リポーター

### ラジオ番組
- 全国高校野球選手権大会中継（ABCラジオ） - アルプスリポーター
- ダンディ・エクスプレス（ABCラジオ）